# خانه حاج ابراهیم چاپی
خانه حاج ابراهیم چاپی مربوط به دوره قاجار است و در بوشهر، خیابان گمرک، کوچه بازیار، پلاک ۱۶ واقع شده و این اثر در تاریخ ۱۲ بهمن ۱۳۸۱ با شمارهٔ ثبت ۷۴۶۱ به‌عنوان یکی از آثار ملی ایران به ثبت رسیده است.متاسفانه این اثر که هم اکنون با خطر سودجویی اطرفیان برای انتقال به غیر و خارج کردن از آثار ملی ایران میباشد امید ان میرود که حفظ و مرمت گردد.